# Joana d'Avaugour
Joana d'Avaugour (vers 1300 - 28 de juliol de 1327) fou una noble bretona.
Filla gran d'Enric IV d'Avaugour i de Joana d'Harcourt, va heretar la senyoria d'Avaugour al país (abans comtat) de Goëlo. Es va casar amb Guiu de Penthièvre germà del duc Joan III de Bretanya, cosa que li va permetre la reconstitució del patrimoni dels Penthièvre del qual els seus ancestres havien estat espoliats.
Va morir jove i fou enterrada com els altres membres de la seva família a la necròpoli del convent dels Franciscans de Guingamp. Va deixar una sola filla, Joana de Penthièvre, que va ser una de les pretendents al ducat de Bretanya en la guerra de Successió Bretona.